# Bạch tuộc đốm xanh phía nam
Bạch tuộc đốm xanh phía nam, tên khoa học Hapalochlaena maculosa, là một trong ba (hoặc có lẽ bốn) loài của chi Hapalochlaena. Nó thường được tìm thấy trong bãi đá thủy triều dọc theo bờ biển phía nam của Úc. nó có thể phát triển dài đến 20 cm (8 in) và trung bình nặng 26 gam (0,9 oz). Chúng thường là một loài hiền lành, tuy nhiên chúng sở hữu nọc độc có khả năng giết chết người. Đốm của chúng xuất hiện với cường độ lớn hơn khi chúng trở nên tức giận hơn hoặc bị đe dọa.